# Чорнухинська селищна територіальна громада
Чорнухинська селищна територіальна громада — об'єднана територіальна громада в Україні, в Лубенському районі Полтавської області. Адміністративний центр — селище Чорнухи.
Площа громади — 512,4 км², населення — 9360 мешканців (2018).
Утворена 4 липня 2018 року шляхом об'єднання Чорнухинської селищної ради та Білоусівської, Вороньківської, Гільцівської, Кізлівської, Мелехівської, Мокіївської, Постав-Муківської, Харсіцької сільських рад Чорнухинського району.

## Населені пункти
До складу громади входять 1 селище (Чорнухи) і 36 сіл: Білоусівка, Богданівка, Богодарівка, Бондарі, Бубни, Вороньки, Гайки, Галяве, Гільці, Голотівщина, Городище, Загребелля, Кізлівка, Ковалі, Красне, Липове, Лісова Слобідка, Луговики, Мелехи, Мокіївка, Нехристівка, Нова Діброва, Нова Петрівщина, Олександрівка, Осняг, Пацали, Пізники, Піски-Удайські, Постав-Мука, Синяківщина, Суха Лохвиця, Сухоносівка, Харсіки, Хейлівщина, Чаплинка та Яцюкове.